# ليودميلا كيتشينوك
ليودميلا كيتشينوك (بالأوكرانية: Кіченок Людмила Вікторівна) مواليد 20 يوليو 1992 في دنيبروبتروفسك، هي لاعبة كرة مضرب أوكرانية تلعب باليد اليمنى وتحتل حالياً المرتبة رقم. 349 (8 فبراير 2016) في تصنيف رابطة محترفات كرة المضرب. أعلى تصنيف لها في الفردي كان المركز الـ 156 في سنة 2014.

## روابط خارجية
- ليودميلا كيتشينوك على موقع رابطة محترفات التنس (الإنجليزية)
- ليودميلا كيتشينوك على موقع الاتحاد الدولي لكرة المضرب (الإنجليزية)
- ليودميلا كيتشينوك على موقع كأس بيلي جين كينغ (الإنجليزية)
- ليودميلا كيتشينوك على موقع بطولة ويمبلدون (الإنجليزية)
- ليودميلا كيتشينوك على موقع خلاصة التنس.كوم (الإنجليزية)
- ليودميلا كيتشينوك على موقع إي إس بي إن.كوم (الإنجليزية)
- ليودميلا كيتشينوك على موقع اللجنة الأولمبية الدولية (الإنجليزية)
- ليودميلا كيتشينوك على موقع أوليمبيديا (الإنجليزية)